# Mayte Sánchez
Mayte Sánchez González (c.1984) es una modelo panameña y ganadora de un concurso de belleza. Fue elegida Miss Panamá Internacional 2006 esto le dio la oportunidad de competir en el certamen Miss Internacional 2006, Finalmente quedó 1er Finalista y ganó el Mejor Traje Nacional.

## Biografía
En 2004 participa en el Señorita Panamá 2004 donde queda como 4ta Finalista, la ganadora del concurso para Rosa María Hernández quien participa en el Miss Universo 2005 quien a su vez no logró entrar a las semifinales de Miss Universo 2005.En el 2004 participó en el certamen Miss Internacional Panamá 2006 y obtuvo el título y fue coronada por Lucía Matamoros. Sánchez representó a Panamá en la final de Miss Internacional 2006 en Tokio, Japón y Beijing, China, que se llevó a cabo el 11 de noviembre de 2006 en el Centro de Exposiciones de Beijing, Beijing, China.